# Ксенофонт (монастырь)
Монасты́рь Ксенофо́нт (греч. Μονή Ξενοφώντος) — один из афонских монастырей, занимающий в святогорской иерархии 16-е место. Находится в западной части Афонского полуострова.

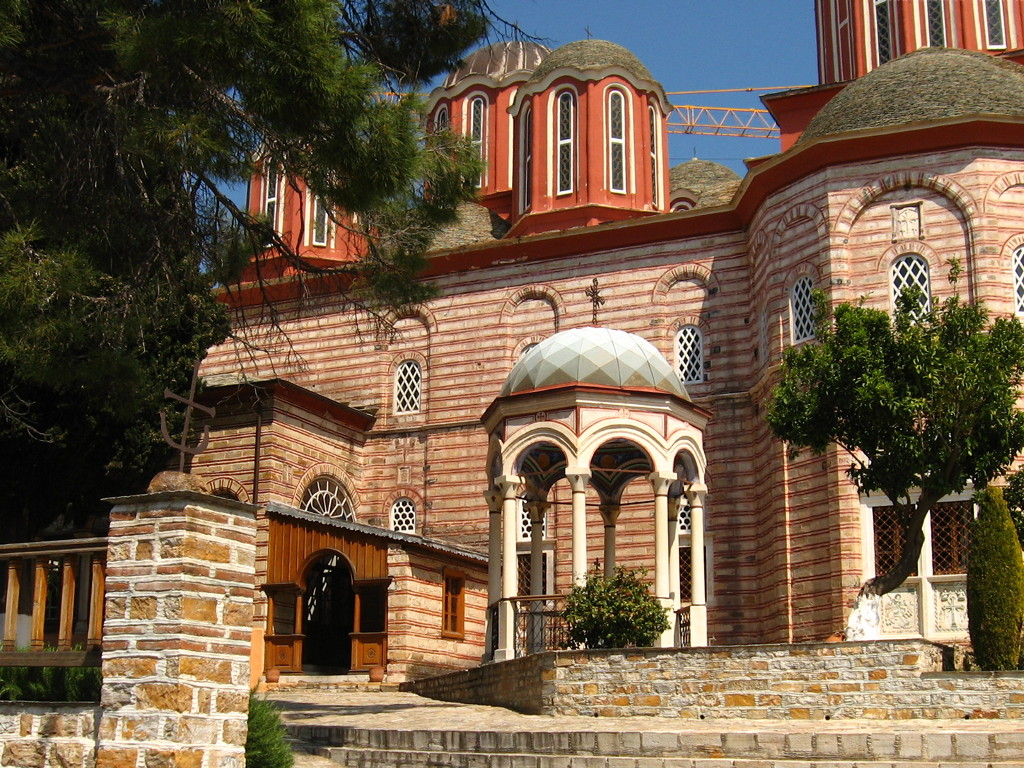
Монастырь Ксенофонт, 2007

Монастырь основан в X веке греческим вельможей Ксенофонтом, от имени которого и получил своё название. Соборный храм обители посвящён Георгию Победоносцу (сохранилось два здания — старый кафоликон XVI века и новый XIX века).
Среди святынь монастыря — части мощей великомученицы Марины, святого Модеста, Иакова Персянина, священномученика Харалампия, великомученика Пантелеймона, мученицы Параскевы.
В монастыре подвизаются 30 монахов.
Библиотека монастыря содержит 300 рукописей и 4000 печатных книг.